# Мовима (язык)
Мовима — язык, на котором говорит народ индейцев-мовима в Боливии (департамент Бени). Общее число говорящих — порядка 1450 человек. Считается языком-изолятом. Для записи языка мовима используется латинский алфавит.

## Название
Изначально термин «мовима» (mowi: maj) относился только к соответствующей этнической группе, язык же носителями именовался как «chonsineɬ di' mowi: maj», что означает «родной язык Мовима». Местные испаноговорящие жители называют язык мовима «el idioma» («язык») или «el dialecto» («диалект»).
В ранних описаниях мовима может называться «мобима», «моима» или «мойма».

## Генеалогическая и ареальная характеристика
В данный момент язык мовима считается неклассифицированным, однако Гринберг высказал предположение о его принадлежности к туканской макросемье, что в данный момент не доказано.
Центром языкового ареала мовима можно назвать город Санта-Ана-дель-Якума в департаменте Бени (Боливия).

## Социолингвистическая ситуация
Язык мовима сейчас довольно близок к исчезновению: на нем говорят порядка 1450 человек, все они владеют также испанским. Детей тоже предпочитают учить испанскому, несмотря на образовательную реформу 1992 года, предписывающую преподавать детям в школах Боливии язык их предков. Лучше всего владеют языком люди от 50 лет и старше, младшее же поколение может в лучшем случае понимать мовима.

## Фонология

### Гласные
В языке мовима есть 10 гласных фонем:
| Монофтонги | Краткие  | Краткие | Долгие   | Долгие |
| Монофтонги | Передние | Задние  | Передние | Задние |
| ---------- | -------- | ------- | -------- | ------ |
| Верхние    | i        | u       | iː       | uː     |
| Средние    | e        | o       | eː       | oː     |
| Нижние     | a        | a       | aː       | aː     |

Фонемы /e/ and /o/ больше напоминают гласные средне-нижнего подъема [ɛ] и [ɔ], чем гласные средне-верхнего подъема [e] и [o] соответственно. Долгота является смыслоразличительной характеристикой. В языке мовима нет тонов.

### Согласные
|                      |                      | Губные | Альвеолярные | Палатальные | Велярные | Гортанные |
| -------------------- | -------------------- | ------ | ------------ | ----------- | -------- | --------- |
| Носовые              | Носовые              | m      | n            |             |          |           |
| Взрывные             | простые              | p      | t            |             | k (ɡ)    | ʔ         |
| Взрывные             | огубленные           |        |              |             | kʷ       |           |
| Взрывные             | имплозивные          | ɓ      | ɗ            |             |          |           |
| Аффрикаты            | Аффрикаты            |        |              | tʃ          |          |           |
| Щелевые              |                      | (f) β  | s            |             |          | h         |
| Щелевые              | боковой              |        | ɬ            |             |          |           |
| Боковой аппроксимант | Боковой аппроксимант |        | l            |             |          |           |
| Дрожащие             | Дрожащие             |        | r            |             |          |           |
| Глайды               |                      | w      |              | j           |          |           |
| Глайды               | глоттализованный     |        |              |             |          | jˀ        |

Фонемы ɡ и f встречаются только в заимствованных из испанского словах.
Фонема jˀ появляется только в слоговой финали и только после гласной a.

### Ударение
Ударение обычно падает на второй слог от конца.

### Структура слога
Структура слога простая: CV или CVC.